# Municipalité de Nazas
Nazas est l'une des 39 municipalités de l'état de Durango au nord-ouest du Mexique. Son chef-lieu est la ville de Nazas. La municipalité a une superficie de 2412.8 km2.
En 2010, la municipalité avait une population totale de 12411 habitants, et 12166 habitants en 2005.
En 2010, la ville de Nazas avait une population de 3622 habitants. La municipalité de Nazas compte 78 localités, dont les plus grandes sont les suivantes (avec la population de 2010  entre parenthèses): Général Lázaro Cárdenas (Pueblo Nuevo) (1927) et Paso Nacional (1366), classées comme rurales.